# روبرت د. ماكسويل
روبرت د. ماكسويل (بالإنجليزية: Robert D. Maxwell) هو عسكري أمريكي، ولد في 26 أكتوبر 1920 في بويسي في الولايات المتحدة.

## روابط خارجية
- روبرت د. ماكسويل على موقع IMDb (الإنجليزية)